# Tånge

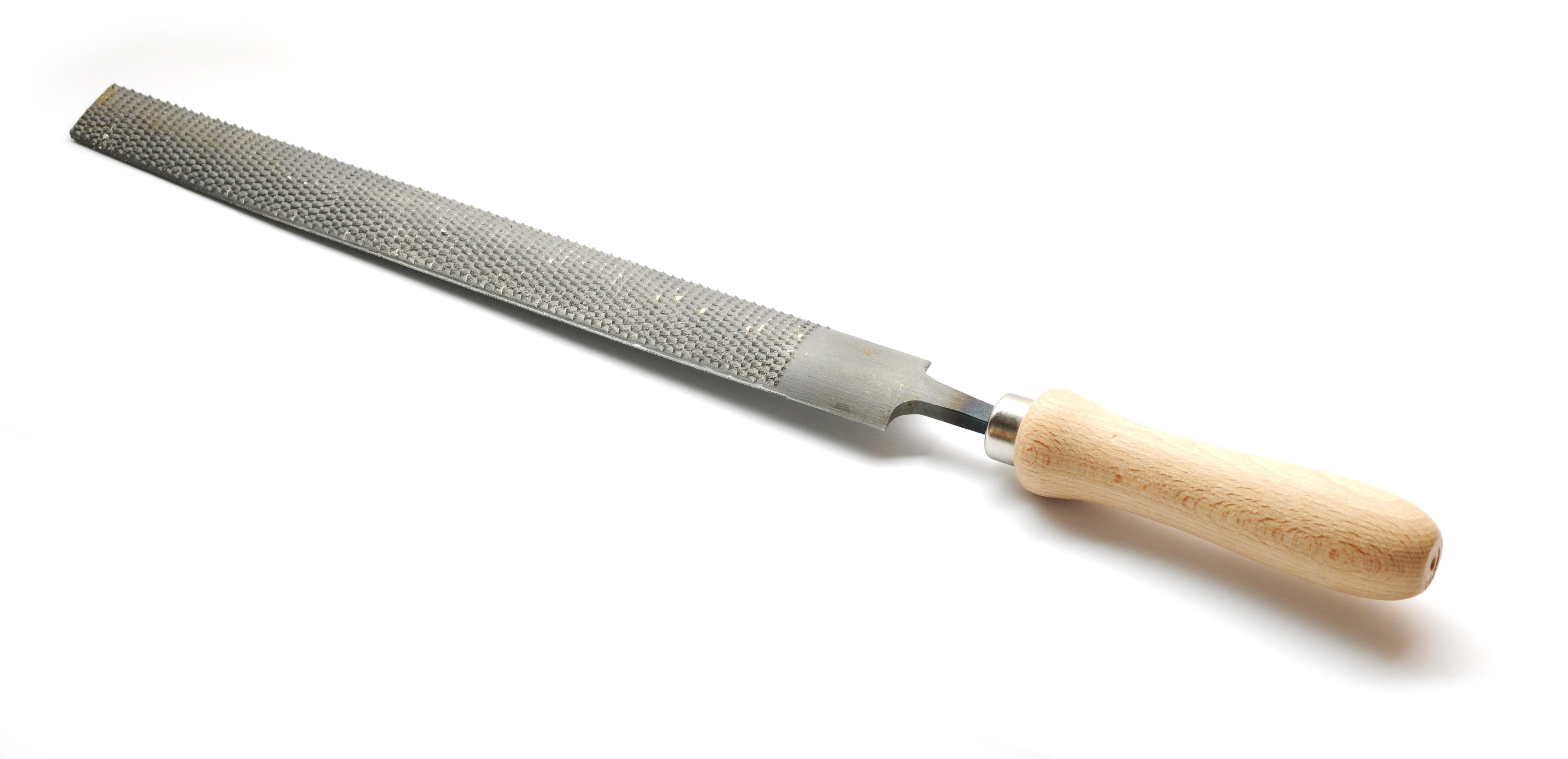
Rasp med synlig tånge in i handtaget.

Tånge (troligen besläktat med tång) är en typ av bladinfästning för olika verktyg och blankvapen, vanligen handfilar, raspar, svärdsklingor, knivblad och pilspetsar, men ibland även stångvapen etc. Det utgörs av en utskjutande smal eller avsmalnande bakre ände på ett blads huvud vilken är avpassad för motsvarande urtagning eller hål i ett skaft eller handtag.
Motsatsen är holk.

## Handkavel
Handkavel eller handkavle (fornsvenska: handkafle) kallas sådant skaft (eller dylikt) som träs över en tånge för att utgöra handtag för dessa klinga, såsom hos svärd (svärdkavel) och dito redskap med mera.
I fornnordisk litteratur kallas svärdkavlar bland annat för ”medelkavle” (fornnordiska: meðalkafli) då de satt mellan två stora metallstycken kallade eftre och främre hjaltet (analogt till svärdsknapp och parerstång).

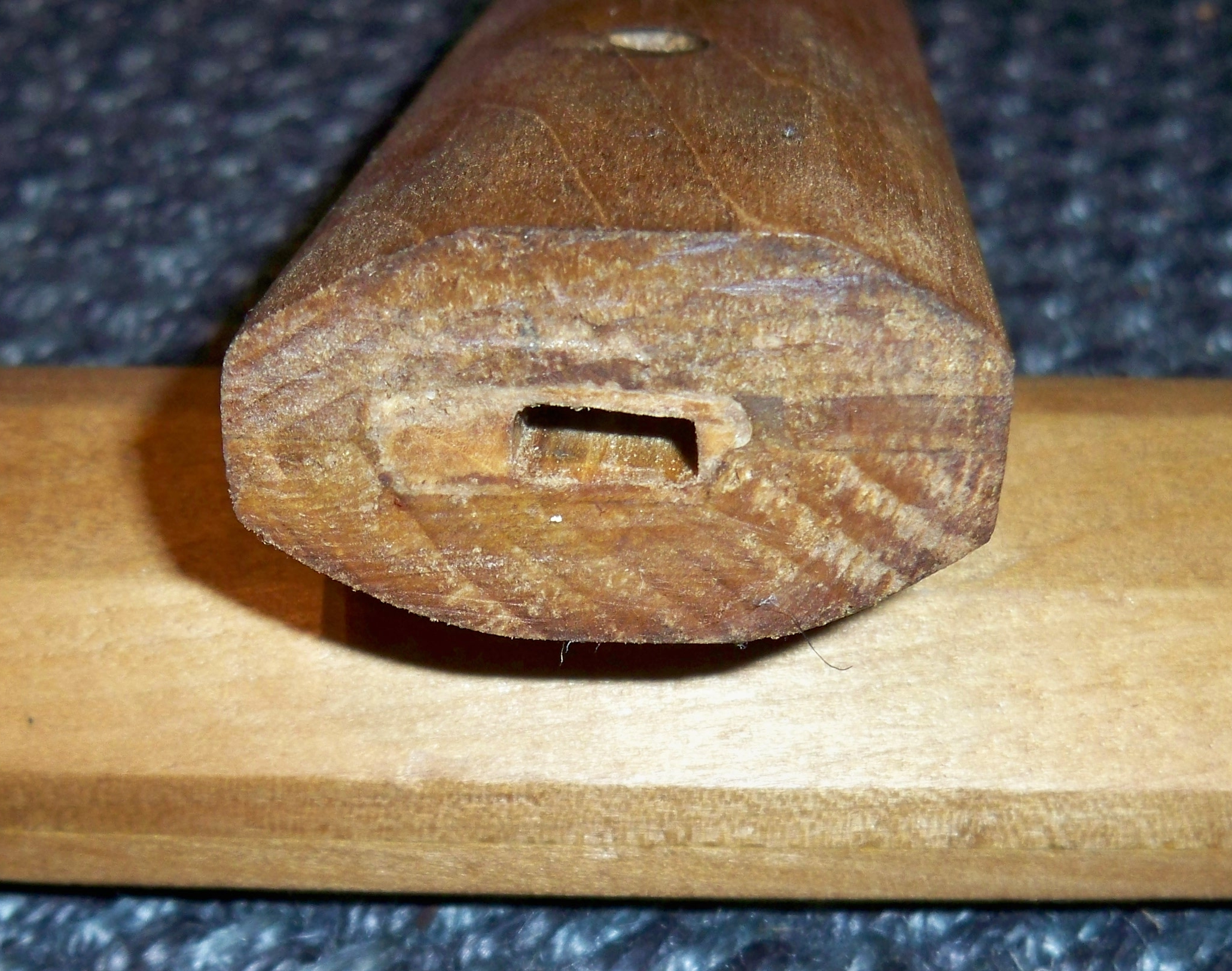
Japansk handkavel (tsuka) med borttagen klinga.
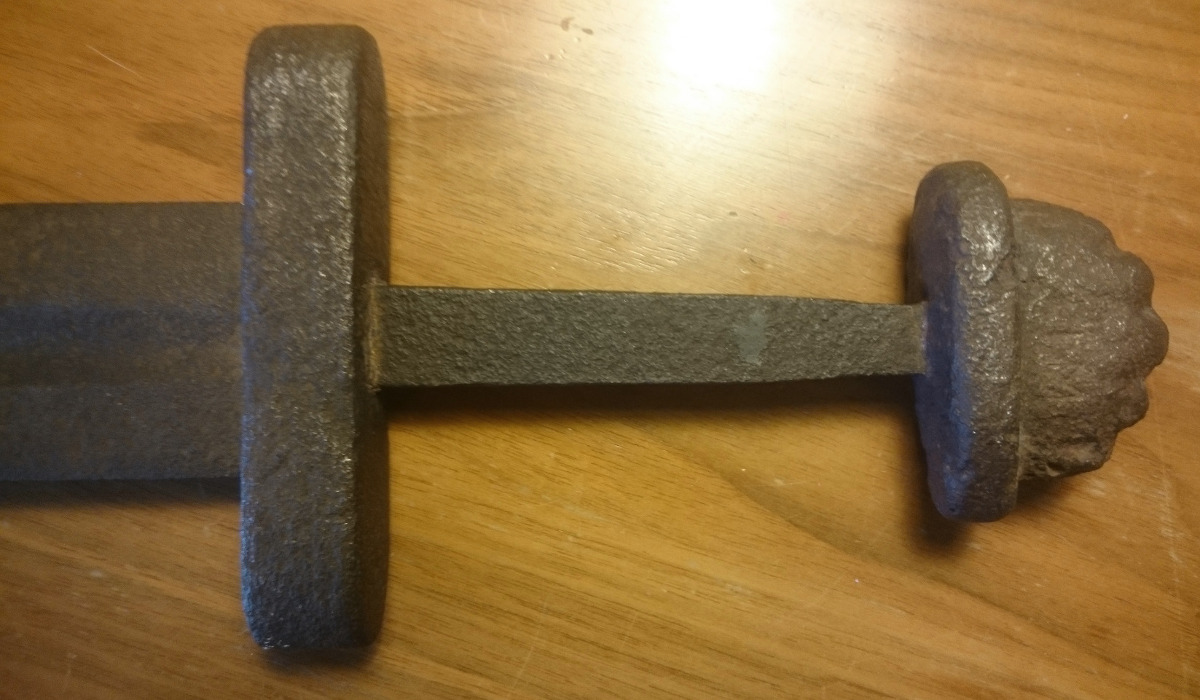
Vikingatida svärdshjalt med bortruttnad kavel.
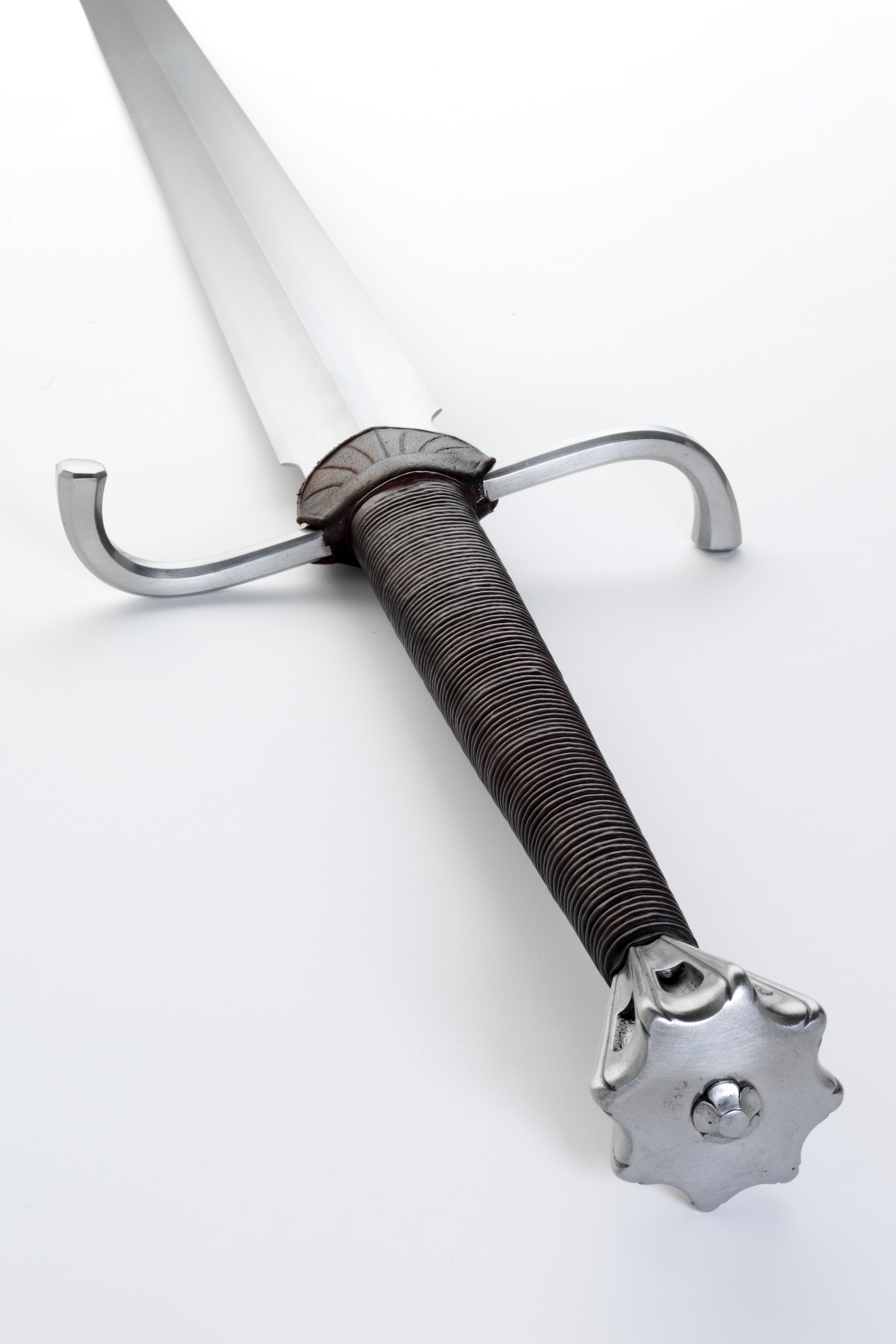
Svante Nilsson Stures svärds handkavel.